# Giorgio Petrocchi
Giorgio Petrocchi, né le 13 août 1921 à Tivoli et mort le 7 février 1989 à Rome, est un historien de la littérature italienne italien.

## Biographie
Après des études en droit à  l'université « La Sapienza » de Rome en 1942 avec une thèse sur l'histoire du droit italien, il est muté à l'université de Messine, où il devient professeur de littérature italienne en 1955.
Ensuite en 1961, il s'installe à Rome, en continuant d'enseigner la même discipline à l'université. Il devient membre de l'Académie des Lyncéens, en remportant en 1970 le prix Antonio-Feltrinelli de linguistique et de philologie, ainsi que de l'Accademia della Crusca de 1975.
Membre du comité de pilotage du Enciclopedia Dantesca, il élabore une importante édition critique de la Divine Comédie, publiée en quatre volumes entre 1966 et 1967. Durant sa période d'enseignement à l'Université de Rome, il crée un détachement de cette dernière, et fonde l'université de Rome III, où lui est dédiée la Bibliothèque des lettres, dans la Faculté des lettres et de philosophie.

## Sources
- (it) Cet article est partiellement ou en totalité issu de l’article de Wikipédia en italien intitulé « Giorgio Petrocchi » (voir la liste des auteurs).